# گروه F جام ملت‌های آسیا ۲۰۱۹
گروه F جام ملت‌های آسیا ۲۰۱۹ که مسابقاتش از ۹ تا ۱۷ ژانویه ۲۰۱۹ برگزار خواهد شد.این گروه شامل تیم‌های ژاپن، ازبکستان، عمان و ترکمنستان می‌باشد.دو تیم برتر این گروه و احتمالاً تیم سوم این گروه (در صورتی که در رتبه‌بندی تیم‌های سوم بین چهار تیم برتر قرار گیرد)، به مرحلهٔ یک‌هشتم نهایی راه می‌یابند.

## تیم‌ها
| جایگاه در سید | تیم       | منطقه | نحوه صعود                | تاریخ صعود     | تعداد حضور | آخرین حضور           | بهترین عملکرد                   | رتبه در فیفا | رتبه در فیفا |
| جایگاه در سید | تیم       | منطقه | نحوه صعود                | تاریخ صعود     | تعداد حضور | آخرین حضور           | بهترین عملکرد                   | آوریل ۲۰۱۸   | دسامبر ۲۰۱۸  |
| ------------- | --------- | ----- | ------------------------ | -------------- | ---------- | -------------------- | ------------------------------- | ------------ | ------------ |
| F۱            | ژاپن      | EAFF  | تیم اول گروه E مرحله دوم | ۲۴ مارس ۲۰۱۶   | ۹ بار      | ۲۰۱۵ (یک‌چهارم نهایی) | قهرمان (۱۹۹۲، ۲۰۰۰، ۲۰۰۴، ۲۰۱۱) | ۶۰           |              |
| F۲            | ازبکستان  | CAFA  | تیم اول گروه H مرحله دوم | ۲۹ مارس ۲۰۱۶   | ۷ بار      | ۲۰۱۵ (یک‌چهارم نهایی) | مقام چهارم (۲۰۱۱)               | ۸۸           |              |
| F۳            | عمان      | WAFF  | تیم اول گروه D مرحله سوم | ۱۰ اکتبر ۲۰۱۷  | ۴ بار      | ۲۰۱۵ (مرحله گروهی)   | مرحله گروهی (۲۰۰۴، ۲۰۰۷، ۲۰۱۵)  | ۸۷           |              |
| F۴            | ترکمنستان | CAFA  | تیم دوم گروه E مرحله سوم | ۱۴ نوامبر ۲۰۱۷ | ۲ بار      | ۲۰۰۴ (مرحله گروهی)   | مرحله گروهی (۲۰۰۴)              | ۱۲۹          |              |

یادداشت
1. ↑  رتبه‌بندی آوریل ۲۰۱۸ در سیدبندی استفاده شد.

## جدول
| رتبه | تیم       | بازی | ب | م | ش | گ‌ز | گ‌خ | ت | ام | راه‌یابی                                |
| ---- | --------- | ---- | - | - | - | -- | -- | - | -- | -------------------------------------- |
| ۱    | ژاپن      | ۰    | ۰ | ۰ | ۰ | ۰  | ۰  | ۰ | ۰  | صعود به مرحله حذفی                     |
| ۲    | ازبکستان  | ۰    | ۰ | ۰ | ۰ | ۰  | ۰  | ۰ | ۰  | صعود به مرحله حذفی                     |
| ۳    | عمان      | ۰    | ۰ | ۰ | ۰ | ۰  | ۰  | ۰ | ۰  | احتمال صعود به مرحله حذفی بر اساس رتبه |
| ۴    | ترکمنستان | ۰    | ۰ | ۰ | ۰ | ۰  | ۰  | ۰ | ۰  |                                        |

اولین مسابقه(ها) در ۹ ژانویه ۲۰۱۹ برگزار خواهد شد. منبع : ای‌اف سی
در مرحله یک‌هشتم نهایی:
- تیم اول گروه F به مصاف تیم سوم گروه E خواهد رفت.
- تیم دوم گروه F به مصاف تیم دوم گروه B خواهد رفت.
- تیم سوم گروه F احتمالاً به مصاف تیم اول گروه C یا گروه D خواهد رفت.

## مسابقات
همه زمان‌ها یوتی‌سی+۴ می‌باشد.

### ژاپن مقابل ترکمنستان
| ژاپن | مسابقه ۱۰ | ترکمنستان |
| ---- | --------- | --------- |
|      | گزارش     |           |

### ازبکستان مقابل عمان
| ازبکستان | مسابقه ۱۱ | عمان |
| -------- | --------- | ---- |
|          | گزارش     |      |

### عمان مقابل ژاپن
|          | مسابقه ۲۳ |  |
| -------- | --------- |  |
| هاراگوچی | گزارش     |  |

### ترکمنستان مقابل ازبکستان
| ترکمنستان | مسابقه ۲۴ | ازبکستان |
| --------- | --------- | -------- |
|           | گزارش     |          |

### عمان مقابل ترکمنستان
| عمان | مسابقه ۳۳ | ترکمنستان |
| ---- | --------- | --------- |
|      | گزارش     |           |

### ژاپن مقابل ازبکستان
| ژاپن | مسابقه ۳۴ | ازبکستان |
| ---- | --------- | -------- |
|      | گزارش     |          |